# Business Bart
Business Bart (France) ou Profession : père moron, fils manqué (Québec) (Fat Man and Little Boy) est le 5e épisode long de la saison 16 de la série télévisée d'animation Les Simpson.

## Synopsis
Bart grandit : il est sur le point de perdre sa dernière dent de lait. Quand elle tombe, il s'étonne de ne pas recevoir de pièce de la « petite souris ». Sa mère lui fait alors comprendre qu'il n'est plus un enfant. Même s'il lutte contre cette idée, Bart se rend finalement à l'évidence ; il décide de faire le deuil de son enfance, et pratique un rituel funéraire viking pour ses jouets.
Rien n'y fait, Bart est déprimé. Lisa lui conseille alors d'écrire. Conseil qu'il suit, mais en écrivant des phrases humoristiques sur des tee-shirts, qui rencontrent un franc succès auprès de ses camarades. Bart décide donc de vendre ses tee-shirts, mais son petit commerce est stoppé par la police, qu'il n'a pas les moyens de corrompre. Toujours sur les conseils de Lisa, il décide de trouver un distributeur légal à la foire aux nouveautés. Mais il ne peut lutter contre ses concurrents, en l'occurrence Krusty le clown. Dépité, il quitte la foire. Il se fait alors renverser par Goose Gladwell, riche excentrique, propriétaire d'une chaîne de magasins de farces et attrapes, qui ramassant ces tee-shirts les trouve si drôles qu'il veut les vendre dans ses magasins.
Le succès est fulgurant, Bart gagne beaucoup d'argent. À tel point qu'Homer, suspendu par M. Burns car il dormait au travail, décide de démissionner et de vivre aux crochets de Bart. Alors qu'il est totalement dépendant financièrement de Bart, Homer se rend compte en regardant un documentaire animalier sur les lions qu'il est en train de perdre sa place de mâle dominant. Ne pouvant lutter, il se résigne, et décide de s'occuper de ses autres enfants, en particulier Lisa. Il décide de l'aider à gagner le concours science de l'école élémentaire... en lui fabriquant un mini-réacteur nucléaire. Après l'avoir montré à Lisa, celle-ci choquée, avertit sa mère. Marge demande alors à Homer de se débarrasser de son réacteur nucléaire.
Pendant ce temps, Bart à une séance de dédicace de ses tee-shirts, voit Goose Gladwell lui apprendre qu'il a vendu les droits de la marque des tee-shirts à Walt Disney, spoliant ainsi le garçon de ses droits. Bart rentrant chez lui en pleurs rencontre Homer et son réacteur, et lui raconte son histoire. Homer décide de prendre les choses en main, et de menacer Gladwell avec son réacteur si celui-ci ne rend pas à Bart ce qui devait lui revenir. Gladwell abdique, et donne tout l'argent qu'il possède sur lui, ainsi que quelques-uns de ses articles de farces et attrapes.